# Luzzatti
El apellido Luzzatti hace referencia a una rama de prohombres, jurisconsultos y políticos, de la familia Luzzatto. Fue introducido en Italia por israelitas asquenazíes procedentes de Lusacia, nombre italiano de la región de Lausitz, en el centro de Alemania, situada entre los ríos Elba y Oder y las Montañas de los Gigantes.
En Italia los nombres acabados en "o", tanto masculinos, como femeninos, forman el plural  en "i".
Luzzatti se trata de una variante del apellido Luzzatto; cambio que se produjo cuando se hizo ilustre. Cuando una empresa formada por varios Luzzattos duraba mucho tiempo en un lugar, el apellido Luzzatti se establecía allí. El apellido en singular prevalecía cuando la empresa pertenecía a un solo Luzzatto.
Esta forma del apellido Luzzatto recaló en la región italiana de Friuli-Venecia Julia, principalmente en Venecia, Údine, Padua, Vicenza, Trieste y Gorizia.

## Origen apellido: Luzzatto
El apellido Luzzatto es introducido en Italia entre los siglos XV y XVI por judíos asquenazíes llegados de Lusacia escapando de la persecución durante el periodo de las guerras husitas (1419-1436).
Se conoce con el término husita al movimiento reformador y revolucionario surgido en Bohemia a principios del siglo XV. Las cruzadas contra los husitas implicaron las acciones militares contra los partidarios del teólogo Jan Hus (1369-1415), quien fue condenado y ajusticiado en el Concilio de Constanza por mantener una posición muy crítica frente al poder eclesiástico. Su terrible muerte agravó las tensiones religiosas, sociales y nacionales hasta desembocar en el estallido revolucionario del 30 de julio de 1419.
La muerte del rey Wenceslao de Luxemburgo, el 16 de agosto de ese mismo año, y la reclamación del trono checo por su hermano Segismundo de Luxemburgo complicaron más el panorama político, pues le apoyó la alta nobleza mientras la pequeña, la burguesía y los sectores sociales desfavorecidos se oponían a sus pretensiones. Los husitas formaban un heterogéneo movimiento dividido por profundas diferencias sociales, políticas e incluso dogmáticas. Segismundo decidió el empleo de la fuerza contra ellos y estos se sublevaron provocando las guerras husitas y derrotando a los cruzados enviados para rendirlos.
Es preciso tener en cuenta que en la segunda mitad del siglo XIV Bohemia era uno de los reinos más poderosos de Europa en tiempos del rey Carlos IV de Luxemburgo, que reunía bajo su cetro no solo Bohemia y Moravia, sino también la mayor parte de Silesia, Lusacia y feudos al oeste de Bohemia. El reino de Bohemia constituía una poderosa unidad política cuyo centro natural era Praga. Por añadidura, Praga se convirtió en la capital del Sacro Imperio Romano Germánico, por lo que se creó una corte imperial que atrajo a comerciantes y artesanos.
Sin embargo, el pueblo checo, que vivía en notable homogeneidad en el territorio de Bohemia y de Moravia y estaba unido bajo una monarquía centralizada, no tenía igualdad de derechos políticos respecto a sus convecinos alemanes. La creciente importancia de la nacionalidad checa se reflejaba en el número cada vez mayor de documentos redactados en checo. El pueblo checo manifestaba sus sentimientos nacionales en el lingüístico; la lengua se convirtió en el principal símbolo que distinguía a los checos de la población alemana establecida en Bohemia y Moravia.
Los judíos lusitanos fueron simpatizantes de los ideales reformistas de Jan Hus, lo que les produjo un enfrentamiento contra la comunidad cristiana de Bohemia, que tras la aceptación por parte de los husitas del Concilio de Basilea, y el consiguiente reconocimiento de Segismundo como rey de Bohemia, aumentó. Debido a la persecución sufrida tomaron la decisión de huir a la próspera Serenísima República de Venecia.
En 1509, los askenazíes eran los primeros judíos autorizados a establecerse permanentemente en la ciudad ducal. El 29 de marzo de 1516, la República de Venecia promulgó un decreto que obligó a los judíos a vivir en una zona de la ciudad donde las fundiciones , conocidas en veneciano como "geti", habían estado ubicadas en la antigüedad. También hubo otras imposiciones a cambio de las cuales se les concedió la libertad de practicar su fe y protección en caso de guerra.
Estos formaron la "Nación Tedesca" (los alemanes se identifican como teutones, lo que para los italianos son los tedescos) y construyeron cinco sinagogas. Solían fundir metal, "getto" en veneciano. Cuando llegaron los judíos alemanes, su pronunciación gutural cambió el término veneciano de getto a ghetto. Tras la creación del gueto veneciano, la población judía iba en aumento.
Durante las guerras napoleónicas, el territorio de  Venecia, que permanecía neutral pero que había sido atravesado por el ejército austriaco, fue invadido en marzo de 1797 por las tropas del general Napoleón Bonaparte. Después de la caída de la República de Venecia en 1797, Napoleón decretó el fin de la segregación judía y la equiparación de los judíos con otros ciudadanos.
Tras la caída de Napoleón, el territorio de la República se integró en el Reino lombardo-véneto, Estado dependiente del Imperio austriaco. 
El resentimiento contra la ocupación francesa y el posterior retorno al imperio austríaco caló entre una parte de los intelectuales del norte itálico, principalmente lombardos y piamonteses, alimentados también por el movimiento romántico y el recuerdo lejano del Imperio Romano.
Los revolucionarios confiaban en lograr la victoria frente al enemigo austríaco. Sin embargo, la primera guerra de independencia italiana, que tuvo lugar en 1848, no tuvo el resultado esperado. En los territorios sublevados del Reino Lombardo-Véneto, en los cuales se aplicó una feroz represión a las insurrecciones, contribuyeron de forma notable los Luzzatto, como se puede apreciar en  los Luzzatto del Friuli. Una famiglia ebraica tra il Risorgimento e l’Unità de Valerio Marchi y en La famiglia Luzzatto durante il Risorgimento italiano (1848-1960) de A. Luzzatto. Tuvo que esperarse hasta 1866, tras la tercera guerra de independencia italiana, a que el Véneto, y con él Venecia, se incorporaron al Reino de Italia.

## Familia Luzzatti Udine
I. ROSALÍA LUZZATTO  (Farra d'Isonzo, Gorizia), casó con Leone Luzzatto (Porpetto) el 11 de noviembre de 1820, Zadar.
1. Isabella Luzzatti	(Porpetto, 15 de octubre de 1821), Patriota que instituyó en Udine la "Guardia nazionale italiana".
2. Girolamo Emanuele Pietro Francesco Luzzatti	(Porpetto, 31 de mayo de 1824-Palmanova, 21 de noviembre de 1897), cavaliere, doctor en derecho y S. Teniente de los Bersaglieri. Medalla al valor militar. Casó con la Contessa Teresa Laura Augusta Dal Pozzo Cecovi (Udine, 2 de febrero de 1835- Palmanova,  26 de marzo de 1874) el 16 de abril de 1855 en Udine.
2.1. Leone Pietro Ascanio Luzzatti Dal Pozzo ( Palmanova, 10 de junio de 1856), magistrado del Tribunal Civil y Penal de Udine y procurador general de Venecia.
2.2.  Gustavo Federico Leone Luzzatti Dal Pozzo (Porpetto, 7 de noviembre de 1857-Busdongo, 7 de noviembre de 1917), casó con Margarita Quiñones de León y Armesto.
2.2.1. Jerónimo Luzzatti Quiñones. Ingeniero industrial y jefe de depósito de la Compañía del Norte de Ferrocarriles en Valencia.  Mártir asesinado en el picadero de Paterna el 3l de septiembre de 1936.
2.2.2.  Teresa Luzzatti Quiñones
2.2.3. Susana Luzzatti Quiñones
2.2.4. Emilia Luzzatti Quiñones
2.2.5. Margarita Luzzatti Quiñones
2.2.6. Gustavo Luzzatti Quiñones
2.3. Rosalía Isabella Teresa Luzzatti Dal Pozzo (Porpetto, 25 de septiembre de 1862), casó con el Conte Francesco Friggeri el 12 de abril de 1888.
2.4. Ugo Felice Luzzatti Dal Pozzo (Porpetto, 4 de enero de 1867-Bratmis, 16 de abril de 1916), Mayor del regimiento de artillería de campaña. Medalla al valor militar.
III. MARIO LUZZATTO , miembro del gobierno provisional de Udine en 1848, casó con Fanny Luzzatto.
1. Adele Luzzatto (Udine, 24 de junio de 1838-Udine, 7 de mayo de 1917)	
2. Adolfo Luzzatto. Coronel de los Bersaglieri. Medalla al valor militar.
3. Riccardo Luzzatto (Udine, 4 de febrero de 1842 - Milán, 5 de febrero de 1923), abogado y diputado. Medalla al valor militar.
4. Attilio Luzzatto (Udine, 6 de diciembre de 1850 – Roma, 12 de mayo de 1900), abogado y diputado.
5. Arturo Luzzato (Milán, 19 de agosto de 1861 – Roma, 21 de diciembre de 1945), ingeniero y diputado.
II. GIUSEPPE LUZZATTO , casó con Giuditta Gentilli.
1. Graziadio Luzzatto, casó con Adele Luzzatto, su prima.
1.1. Fanny Jr Luzzatto (Udine, 20 de febrero de 1858 - Udine, 14 de febrero de 1934), medalla al valor militar.
1.2. Ugo Luzzatto, ingeniero. 
1.3. Fabio Luzzatto (Udine, 1 de junio de 1870 - Milán, 18 de junio de 1954), medalla al valor militar y dos cruces de guerra.
1.4. Oscar Luzzatto (Udine, 13 de diciembre de 1873 - Udine, 14 de enero de 1964), médico.
2. Carolina Luzzatto, casó con Abramo Morpurgo.
2.1. Elio Morpurgo (Udine, 10 de octubre de 1858 – Auschwitz, 29 de marzo de 1944), alcalde de Udine, diputado, senador, subsecretario de estado en el Ministerio de Correos y Telégrafos y subsecretario de estado en el Ministerio de Industria, Comercio y Trabajo.
3. Moisé Luzzatto (Gorizia, 1824 - Trieste, 20 de septiembre de 1915), médico y Vicepresidente Consejo Municipal de Trieste.

## Familia Luzzatti Venecia
- Luigi Luzzatti, jurista, economista y político italiano